# Troides rhadamantus
Troides rhadamantus  là một loài bướm ngày sinh sống ở Philippines. Có nhiều phụ loài ở những đảo khác nhau của Philippines vài tác giả xem Troides plateni và Troides dohertyi là các phụ loài của T. rhadamantus.

## Hình ảnh

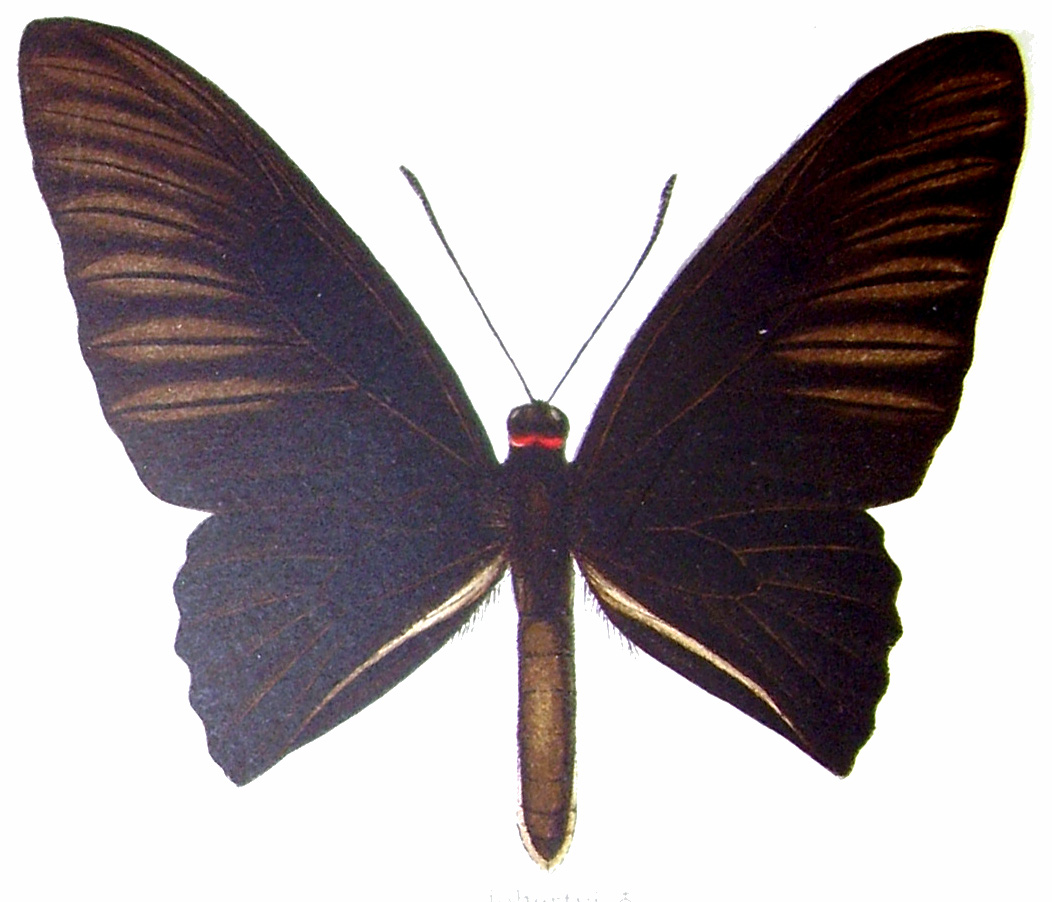
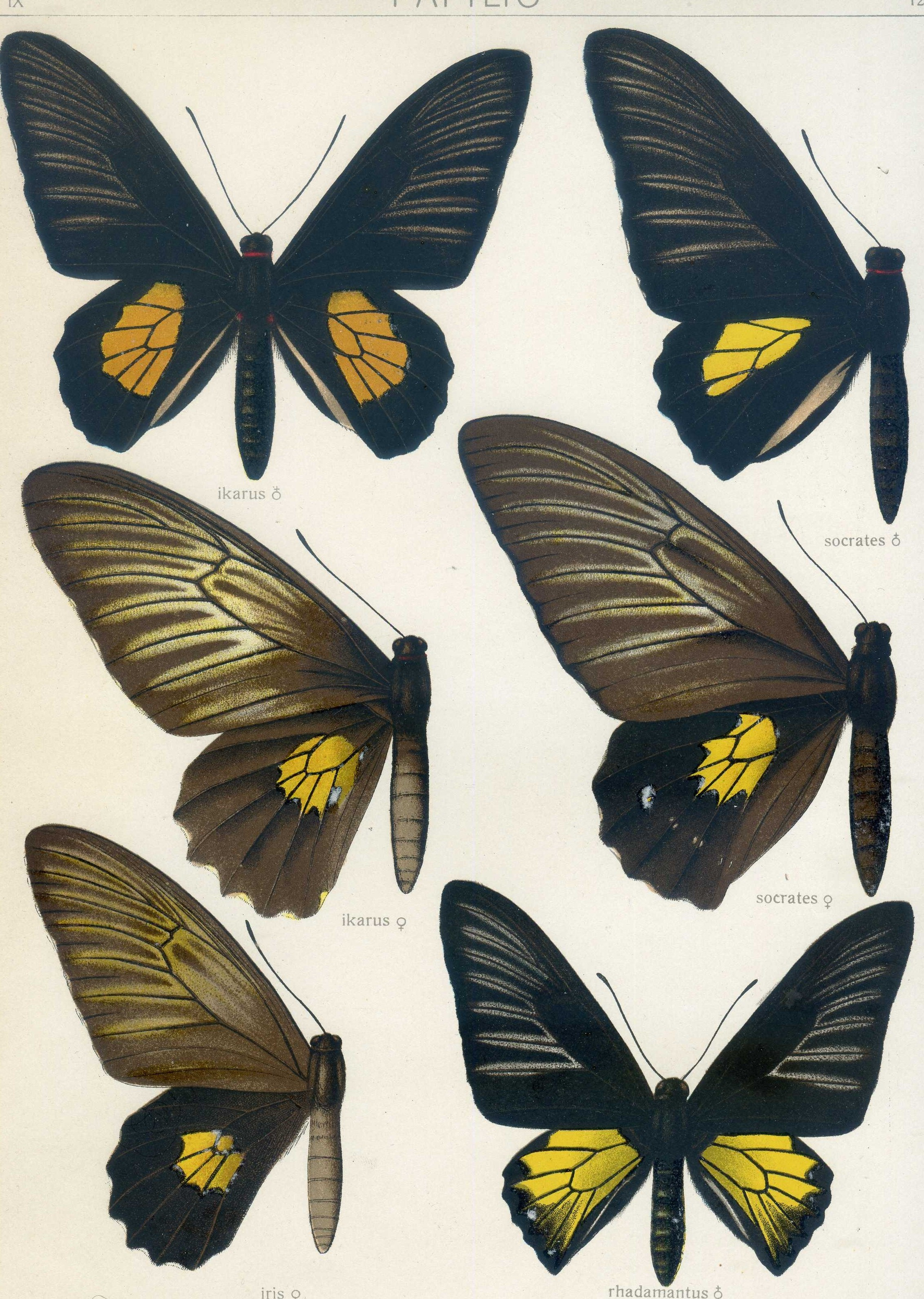